# Anthophora atriceps
Anthophora atriceps är en biart som först beskrevs av Pérez 1879. Den ingår i släktet pälsbin och familjen långtungebin. Inga underarter finns listade i Catalogue of Life.

## Beskrivning
Ett ganska litet bi med en kroppslängd på 11 till 12 mm. Kroppen har en svart grundfärg. Hanen har gråvit päls på huvudet, med undantag för partiet mellan ögonen som är svarthårigt, medan honan har svart ansiktsbehåring. Mellankroppen och de två främre tergiterna (ovansidans bakkroppssegment) har vit päls, resten av bakkroppen är svarthårig.

## Ekologi
Som alla i släktet är arten ett solitärt bi och en skicklig flygare som föredrar torrare klimat. I södra delarna av sitt utbredningsområde flyger den från februari till april.

## Utbredning
Arten förekommer i Frankrike, Spanien, Marocko, Algeriet, Tunisien, Libyen, de norra, kustnära delarna av Egypten, Israel och Iran.